# المنظمة العالمية لليهود العرب

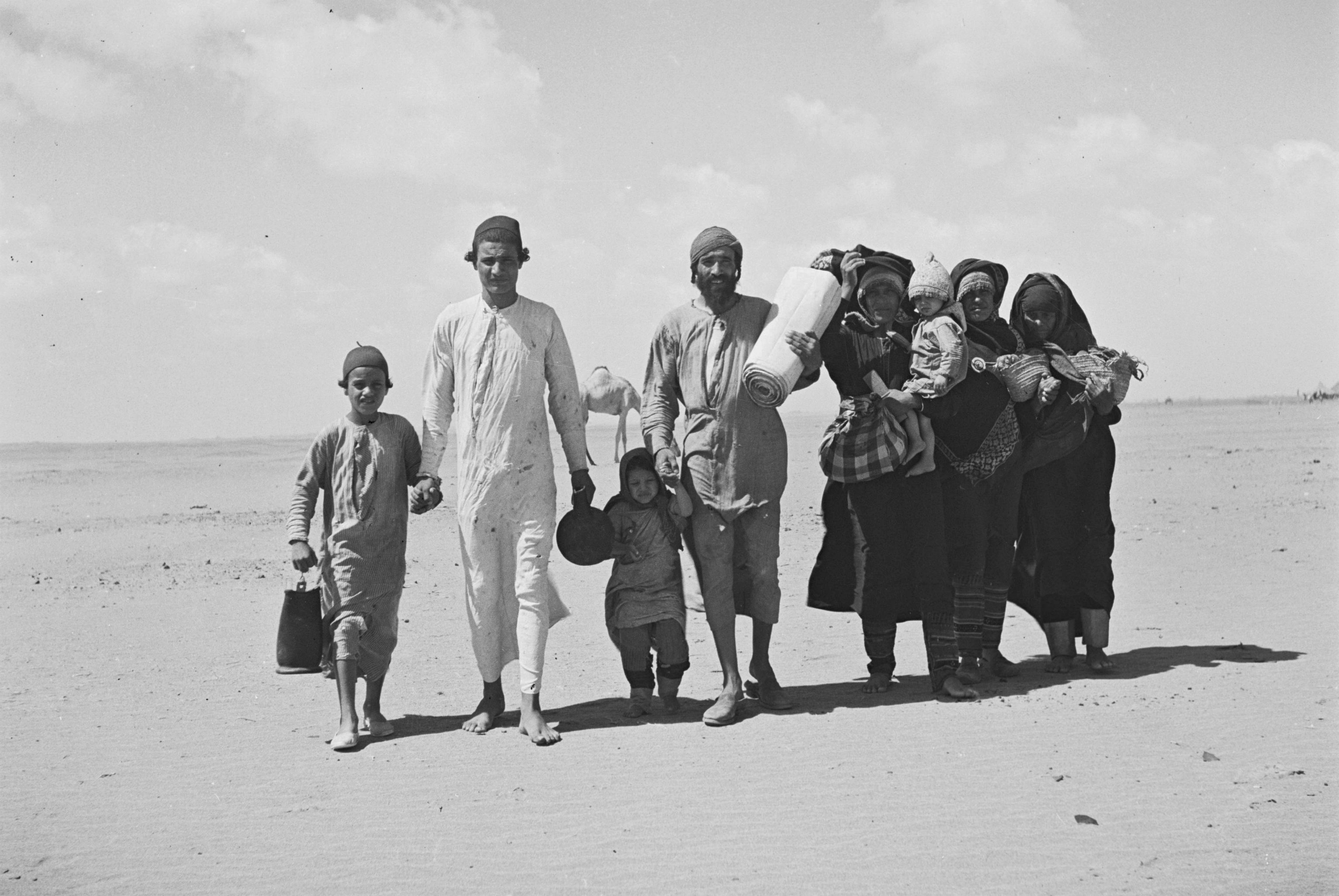

المنظمة العالمية لليهود العرب (WOJAC) كانت منظمة دولية تم إنشاؤها عام 1975، لتمثل اللاجئين اليهود من الدول العربية. وتم إنشاء المنظمة العالمية لليهود العرب للتأكد من أن أي «تسوية عادلة لمشكلة اللاجئين» تعترف بهؤلاء اليهود الذين أجبروا على الفرار من الأراضي التي كانوا قد عاشوا فيها لقرون.
عملت المنظمة العالمية لليهود العرب لمدة 25 سنة تقريبًا (من عام 1975 إلى 1999). وكان طموح المنظمة العالمية لليهود العرب العمل في الساحة الوطنية، لموازنة مطالب القيادة الفلسطينية بشأن الحق في الأرض وبشأن مسألة اللاجئين.

## وصلات خارجية
- المليون المنسي

- WOJAC in "The Forgotten Million"